# Discocyrtus carvalhoi
Discocyrtus carvalhoi is een hooiwagen uit de familie Gonyleptidae.